# Riksståthållare

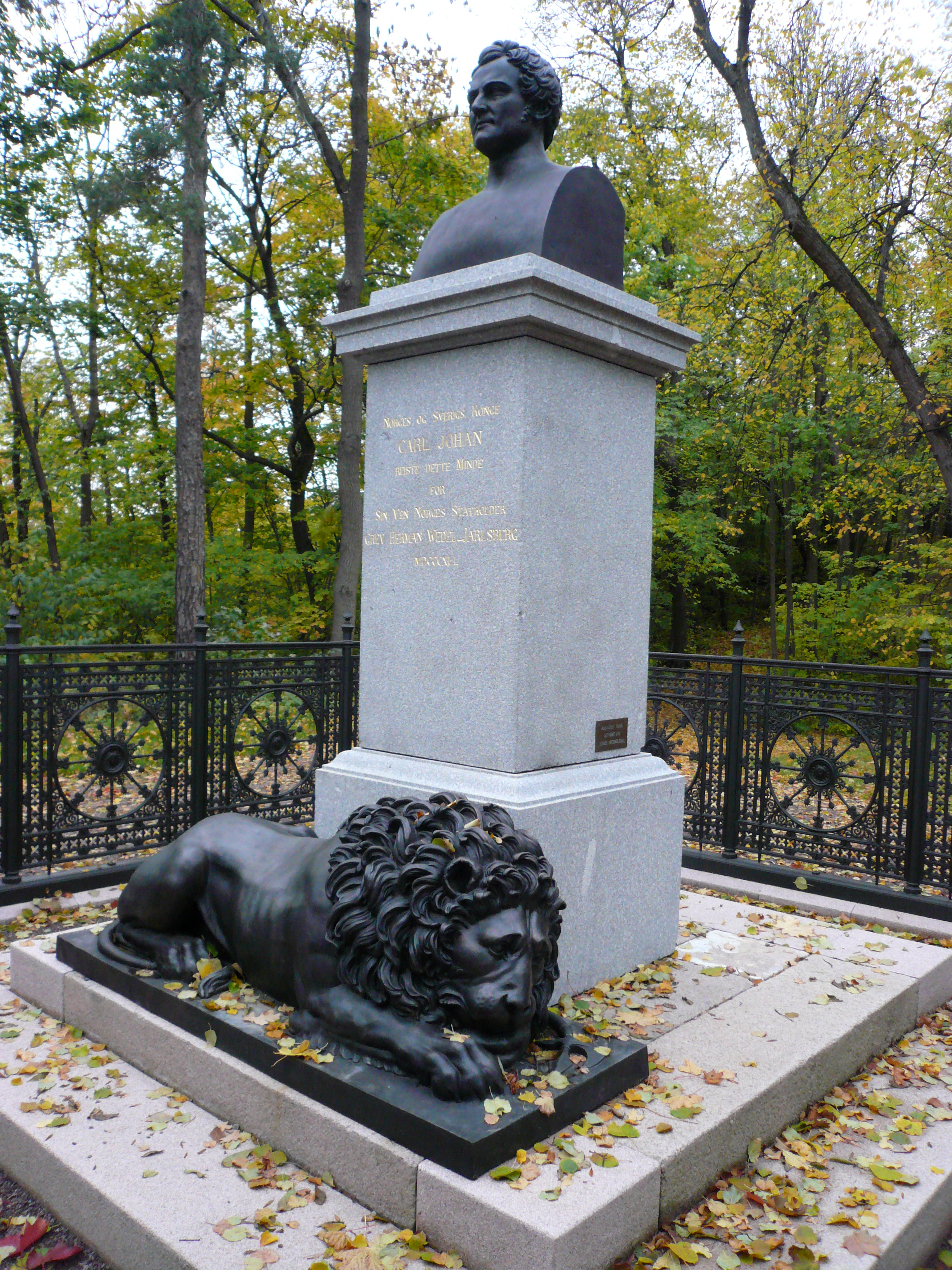
Monument på Bygdøy i Oslo över Herman Wedel-Jarlsberg, riksståthållare i Norge 1836 till 1841.

Riksståthållare, norska stattholder, var enligt Norges grundlag av den 4 november 1814 och fram till 1873 titeln på en kunglig ämbetsman som kunde utses till monarkens personliga representant som ordförande för den norska statsrådsavdelningen i Kristiania inom den svensk-norska unionen. När ämbetet inte var tillsatt leddes regeringsarbetet i Kristiania av ett norskt førstestatsråd.
Vid sidan om riksståthållaren fanns det även ett ämbete som Norges vicekung vilket kvarstod ända till 1891, men dit kunde endast kronprinsen eller dennes äldste son utses.

## Regeringschef
Den norska grundlagens tolfte, trettonde och femtonde paragrafer stadgade att kungen till stattholder kunde utse såväl en norrman som en svensk. 
Som ordförande i statsrådet hade riksståthållaren två röster vid utslagsröst, men när kungen var närvarande upphörde hans funktion och han övertog då rollen som förstestatsråd. Svensken Hans Henric von Essen var den förste stattholderen, och han efterträddes sedan av svenskarna av Carl Mörner, Johan August Sandels och Baltzar von Platen fram til 1829. På grund av den ovilja som uppblossade mot att det var svenskar som innehade av ämbetet, lämnades detta sedan obesatt till 1836, då norrmannen Herman Wedel-Jarlsberg utnämndes. Han efterträddes 1841 av Severin Løvenskiold, men denne nedlade dock ämbetet 1856 och därefter stod det obesatt. 

## Ståthållarstriden
Den så kallade "Ståthållarstriden" uppstod 1859 då den tillträdande kungen, Karl XV, inte kunde infria sitt löfte att avskaffa ämbetet av hänsyn till opinionen i Sverige, speciellt inom Riddarhuset. Stortinget antog då med 100 röster mot 2 ett beslut att upphäva stattholderämbetet, ett beslut, som av den svenska ståndsriksdagen betraktades såsom ett anfall på unionen. Efter synnerligen hetsiga debatter beslöt de svenska ständena 1860 att hos kungen anhålla om en revision av Riksakten och att han i sammanhang därmed ville avgöra ståthållarskapets öde. Karl XV slet tvisten mellan Sverige och Norge så, att han vägrade ge sin sanktion till stortingets beslut, men också förklarade, att revisionsfrågan skulle tills vidare uppskjutas. Striden rörde upp heta känslor i Sverige och Karl XV anklagades för att tänka mer på sin egen dynasti än på Sveriges intressen.
Efter förnyat beslut av stortinget medgav Oscar II 1873 att stattholderämbetet upphävdes, och ett nytt ämbete med titeln Norges statsminister inrättades som norsk regeringschef. Titeln för ledaren av den norska statsrådsavdelningen i Stockholm ändrades då från Norge statsminister och fick tillägget Norges statsminister i Stockholm.

## Lista över ämbetsinnehavare
- Hans Henric von Essen (1814-1816)
- Carl Mörner (1816-1818)
- Johan August Sandels (1818-1827)
- Baltzar von Platen  (1827-1829)
- Herman Wedel-Jarlsberg (1836-1840)
- Severin Løvenskiold (1841-1856)